# Maccabi Ahi Nazareth

Logoul precedent

Maccabi Ahi Nazareth (în ebraică מכבי אחי נצרת, Mo'adon Kaduregel Maccabi Aḥi Natzrat; în arabă نادي كرة القدم اخاء الناصرة, Nade Korat Alqadam Maccabi Ekhaa Al-Nasera) este un club de fotbal israelian de fotbal din orașul Nazaret.

## Palmares
- Liga Alef (1): 1997-98
- Liga Leumit (1): 2002-03
- Liga Artzit
  - Locul 2 (1): 2005–06

## Jucători notabili
- Gustavo Boccoli
- Joslain Mayebi
- Carlos Ceballos
- Serge Ayeli
- Kemoko Camara
- Haim Silvas
- Barakat Wahab
- Najwan Ghrayib
- Yakir Shina
- Oren Nissim
- Alon Mizrahi
- Meir Cohen
- Mahran Lala
- Abed Titi
- Rajid Baransi
- Assi Tubi
- Yaniv Abargil
- Ruslan Nigmatullin
- Eric Akoto